# Zack Clarke
Zack Clarke (* 1988) ist ein US-amerikanischer Jazzmusiker (Piano, Elektronik, Komposition).

## Leben
Clarke erwarb den Bachelor of Music am New England Conservatory in Boston, wo er bei Danilo Perez, Fred Hersch und Jason Moran studierte. Später zog er nach New York, um bei Kenny Werner zu studieren und die New York University zu besuchen, wo er den Master of Music erwarb. 2017 legte er bei Clean Feed das von Billy Drewes produzierte Trioalbum Random Acts of Order vor, das er mit Henry Fraser, Bass und Dre Hočevar, Schlagzeug aufgenommen hatte. Mit Nick Dunston, Charlotte Greve, Chris Irvine und Leonid Galaganov nahm er 2017 das Album Mesophase (Clean Feed) auf; 2019 folgte Vertical Shores (Clean Feed), auf dem er mit Kim Cass und Dre Hočevar spielte. Mit dem Schlagzeuger Alex Louloudis legte er 2023 das Album What We Are vor.
Clarke lebt in New York City.
Das Werk Clarkes bezieht elektronische Elemente, klassische Grundlagen und Jazzimprovisation ein. Auf seinen Alben verfolgte er eine Reihe von Konzepten, die an der Schnittstelle von komponierter und improvisierter Musik angesiedelt sind. Clarke hat auch ein vollelektronisches Album veröffentlicht, Music for Headphones, eine Improvisationsarbeit mit dem Cellisten Chris Irvine, die auf Johann Sebastian Bachs Cellosuiten basiert (Dialectic), und trat mit einer Reihe von Künstlern in den USA, Europa und Südamerika auf.
Nach Ansicht von Glenn Astarita (All About Jazz) verfügt Clarke über „ein Arsenal hochmoderner Konzepte“und spiele „eine weitgehend nicht klassifizierbare Musik“, die an Kammermusikalische-, Jazz-, freie und experimentelle Spielweisen angrenze.